# Netwerkisolator
Netwerkisolatoren of Ethernet isolatoren vormen binnen een Ethernet-datatransmissielijn met kopergeleiders een galvanische scheidingsplaats met een verhoogde spanningsvastheid. Hier worden volgens het principe van de elektromagnetische inductie hoogfrequente wisselspanningen in de voor de dataoverdracht gebruikte frequentieband met zo weinig mogelijk verlies overgedragen. Door dit overdrachtsprincipe hebben netwerkisolatoren geen eigen stroomvoorziening nodig. Netwerkisolatoren maken tegenwoordig overdrachtssnelheden mogelijk van maximaal 1000 Mbit/sec.

## Toepassingsgebied

### Medische techniek
Netwerkisolatoren dienen in het medische vakgebied voor het beschermen van de patiënt tegen lekstromen. De netwerkverbinding tussen een actief medisch apparaat en een Ethernet-netwerk of een niet-medisch apparaat, zoals bijvoorbeeld een desktop of laptop, wordt daarbij volgens de norm IEC 60601-1 (derde uitgave) voor medische elektrische apparaten en systemen als een potentiële gevarenbron geclassificeerd, die als gevolg van spanningsverschillen tussen de aardpotentialen van de aangesloten netwerkdelen de oorzaak kan zijn van een voor de patiënt gevaarlijke lekstroom. Zulke spanningsverschillen kunnen echter ook door verkeerde aanleg, bijvoorbeeld bij foutieve aansluiting of bij galvanisch contact tussen de afschermings- en dataleidingen van een beschadigde kabel en spanningsvoerende delen in het kabelkanaal worden veroorzaakt.
Netwerkisolatoren kunnen als toebehoren of als onderdeel van een medisch-elektrisch apparaat of systeem worden gebruikt. Netwerkisolatoren zelf moeten in het medisch-elektrische systeem weliswaar voldoen aan de eisen van de 60601-1 en 60601-2, maar zijn geen medische apparaten in de zin van de medische productrichtlijn 93/42/EWG, daar ze op zichzelf genomen geen therapeutisch of diagnostisch doel vervullen. Ze behoeven daardoor als afzonderlijke apparaten ook niet te voldoen aan de verplichting tot het uitvoeren van veiligheidstechnische controles (STK), tenzij dit door de producent van de netwerkisolator of van het medisch-elektrische systeem, bestaande uit een netwerkisolator en een actief medisch apparaat, in de begeleidende documentatie geëist wordt.
Netwerkisolatoren moeten zo dicht mogelijk bij een medisch apparaat worden geplaatst. Ze worden in het medische vakgebied veelvuldig samen gebruikt met scheidingstransformatoren, die evenzo voor bescherming van de patiënt dienen, maar die beschermen tegen te hoge stromen uit het elektriciteitsnet in het geval van een isolatiefout.

### Verdere toepassingsgebieden
Netwerkisolatoren worden buitendien in veel andere technische installaties gebruikt om een potentiaalscheiding tussen de aangesloten apparaten te bereiken, bijvoorbeeld:
- Bij meet- en bewakingssysteeminstallaties in elektrische proefvelden die via Ethernet-interfaces met een centrale in verbinding staan
- Bij redundante serversystemen die over afstanden van maximaal 100 m door middel van koperbekabeling zijn verbonden
- Bij op koper gebaseerde netwerkverbindingen in de private of industriële sector, die door onvermijdelijke potentiaalverschillen tussen gebouwen of gebouwgedeelten gevaarlijk zijn, maar waarbij een verbinding door middel van glasvezels te duur wordt
- Algemeen als mantelstroomfilter voor Ethernetverbindingen

## Technische eisen
Uit de internationale norm IEC 60601-1 (derde uitgave) voor medisch-elektrische apparaten en systemen blijken voor netwerkisolatoren hoge eisen aan de isolatietechnische opbouw. Daar worden duidelijk hogere eisen gesteld dan in de op niet-medisch gebied toe te passen norm IEC 60950 (installaties voor de informatietechniek), aangezien ervan wordt uitgegaan dat een patiënt bewusteloos of onder narcose kan zijn of niet in staat is zich te bewegen en er aldus voor hem een hogere noodzaak tot bescherming bestaat.
Voor medische apparaten of systemen worden door de IEC 60601-1 (derde uitgave) twee onafhankelijke beschermingsmaatregelen voor patiëntbescherming (in het Engels Means Of Patient Protection = MOPP) geëist. Een netwerkisolator kan daarbij afhankelijk van zijn isolatieopbouw één of twee beschermingsmaatregelen voor patiëntbescherming vormen. In het geval van slechts één MOPP moet er een tweede beschermingsmaatregel voor het betreffende apparaat worden getroffen, bijvoorbeeld door een vast aangelegde potentiaalvereffenings-geleider.
De overeenstemming met de eisen van de van toepassing zijnde normen en richtlijnen, in het bijzonder IEC 60601-1, bevestigen de producenten door eigen CE-verklaringen en/of door testcertificaten van onafhankelijke keuringsbureaus. Of een netwerkisolator over één of twee MOPP’s beschikt blijkt echter in de regel niet uit die certificaten en hangt af van de combinatie van de gerealiseerde lucht- en kruipafstanden, de opbouw van de isolatie en de spanningsvastheid. Uit de spanningsvastheid alleen – vereist zijn 1,5 kV (AC) voor één MOPP en 4 kV (AC) voor twee MOPP’s – kan geen uitspraak over het aantal gerealiseerde MOPP’s worden afgeleid.
Niet-afgeschermde kabelverbindingen, die soms als alternatief voor het gebruik van netwerkisolatoren worden genoemd, bezitten onvoldoende beschermende werking in de zin van IEC 60601-1, daar ook de dataleidingen zelf gevaarlijke spanningen kunnen voeren.
De op netwerkkaarten en andere volgens IEC 60950 gebouwde actieve netwerkcomponenten gebruikte galvanische scheidingselementen voldoen niet aan de eisen voor galvanische scheidingsinrichting in de zin van IEC 60601-1, daar enerzijds de afscherming is doorverbonden en anderzijds de isolatieopbouw in de regel niet voldoet aan de strenge eisen van IEC 60601-1 en deze kunnen daarom in het medische vakgebied geen vervanging vormen voor netwerkisolatoren.
De overdrachtskwaliteit van een netwerkisolator kan met hulp van de in de netwerktechniek gebruikelijke karakteristieke grootheden voor bekabelingstrajecten worden bepaald (bijvoorbeeld doorgangsdemping, reflectiedemping, overspraak).
Het doel van een netwerkisolator is om elke directe galvanische verbinding tussen de aangesloten apparaten te verhinderen. Daarom moet naast de dataleidingen ook de kabelafscherming galvanisch worden gescheiden.

## Bouwvormen
Netwerkisolatoren worden in verschillende bouwvormen aangeboden: als extern apparaat in een eigen behuizing, als inbouwvariant voor apparaatbouwers en geïntegreerd in wandaansluitdozen voor netwerken.